# Limnophora wauensis
Limnophora wauensis är en tvåvingeart som beskrevs av Shinonaga 2005. Limnophora wauensis ingår i släktet Limnophora och familjen husflugor. Inga underarter finns listade i Catalogue of Life.